# Atherinomorus aetholepis
Atherinomorus aetholepis är en fiskart som beskrevs av Kimura, Iwatsuki och Yoshino 2002. Atherinomorus aetholepis ingår i släktet Atherinomorus och familjen silversidefiskar. Inga underarter finns listade.